# Todtlaake

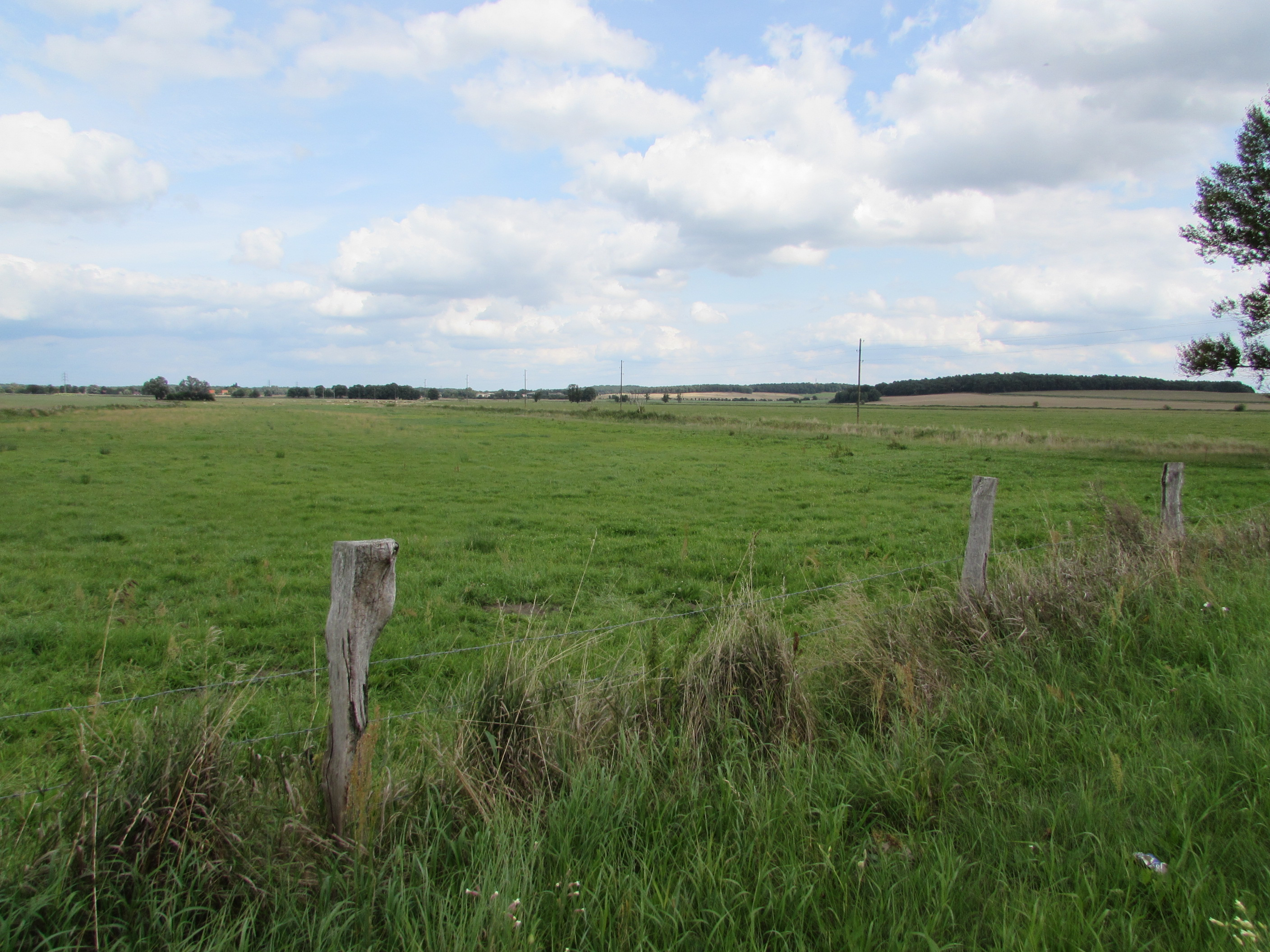
Blick über die Todtlaake

Die Todtlaake ist ein vermoortes Feuchtgebiet. Sie liegt nordöstlich des Ortsteils Ketzür und südwestlich des Ortsteils Gortz der Gemeinde Beetzseeheide. Sie bildete sich in einer eiszeitlichen Schmelzwasserrinne.

## Entstehungsgeschichte
Die Todtlaake nordöstlich des Ortes Ketzür entwickelte sich im Zuge der letzten, der Weichselkaltzeit in einem flachen Tal, welches von zwei Hügelketten flankiert wird. Die Hügelketten wurden durch aus Skandinavien vordringendes Gletschereis während der Brandenburg-Phase geformt. Die nordwestliche Kette erstreckt sich vom Mühlberg (61,9 Meter), über den Mosesberg (62,9 Meter) zum Hasselberg (58,8 Meter). Sie wurde in der Eisrandlage 2 b gebildet. Die südöstliche, an der Eisrandlage 3 geformte Kette bilden ein ebenfalls Hasselberg (52,7 Meter) genannter Hügel, der Flachsberg (64,6 Meter) und der Hüselberg (66,3 Meter). Durch das Tal flossen Schmelzwässer des Eises im nordwestlich der Hügelkette Hasselberg–Mühlberg gelegenen Gortzer Gletscherzungenbeckens der Beetzseerinne, dem Beetzsee zu. In derselben Schmelzwasserrinne bildete sich die Gortzer Laake nordwestlich Gortz am Fuß des Gletscherzungenbeckens.

## Nutzung
Die Todtlaake wird über den Hauptgraben Ketzür drainiert. Die Flächen werden landwirtschaftlich genutzt. In der Todtlaake existieren mehrere sogenannte Binnensalzstellen, sodass sie über die gesamte Fläche von typischen Salzwiesen geprägt ist. Die Wiesen werden meist extensiv beweidet beziehungsweise gemäht.

## Schutzgebiete
Verschiedene Schutzgebiete schließen die Todtlaake mit ein. So liegt sie im Naturpark Westhavelland und im Landschaftsschutzgebiet Westhavelland. Weiterhin ist sie Teil des SPA-Gebietes (europäisches Vogelschutzgebiet) Mittlere Havelniederung und des FFH-Gebietes Beetzseerinne und Niederungen. Daneben sind Teile in zwei geschützten Landschaftsbestandteilen, Todtlaake Ketzür und Todtlaake Gortz, und als geschütztes Biotop unter Schutz gestellt.